# Korbolyatelep
Korbolyatelep (Corboaia), település Romániában, a Partiumban, Bihar megyében.

## Fekvése
Margittától északkeletre fekvő település.

## Története
1913-ban Korbolytelep (Corboaia) Tasnádbajom tartozéka
1956-ban 205 lakosával önálló település lett.
2002-ben 49 lakosa volt. Ebből 47 román, 2 magyar volt.